# Chimlapur, Manvi
Chimlapur là một làng thuộc tehsil Manvi, huyện Raichur, bang Karnataka, Ấn Độ.